# Premier Division (Gibraltar) 2013/14
Het seizoen 2013/14 was het 115de seizoen dat om het landskampioenschap van Gibraltar in het voetbal wordt gestreden. Het is het eerste seizoen waarbij de Gibraltarese voetbalbond is aangesloten bij de UEFA, dus voor het eerst in de geschiedenis plaatste de landskampioen zich voor de UEFA Champions League. Plaatsing voor de UEFA Europa League is in de competitie nog niet mogelijk, wel door het winnen van de nationale beker. Er werden tijdens deze competitie nooit twee of meer wedstrijden op éénzelfde moment gespeeld, gezien elke wedstrijd plaatsvond in het Victoria Stadium. Lincoln FC trad als regerend landskampioen aan in dit seizoen.

## Eindstand
|   | Club              | WG | W  | G | V  | DV | DT | +/− | P  |                                                |
| - | ----------------- | -- | -- | - | -- | -- | -- | --- | -- | ---------------------------------------------- |
| 1 | Lincoln           | 14 | 11 | 3 | 0  | 66 | 6  | +60 | 36 | Eerste voorronde UEFA Champions League 2014/15 |
| 2 | Manchester 62     | 14 | 9  | 3 | 2  | 37 | 10 | +27 | 30 |                                                |
| 3 | Lynx              | 14 | 9  | 2 | 3  | 36 | 18 | +18 | 29 |                                                |
| 4 | College Europa    | 14 | 5  | 4 | 5  | 31 | 20 | +11 | 19 | Eerste voorronde UEFA Europa League 2014/15    |
| 5 | Glacis United     | 14 | 6  | 1 | 7  | 18 | 32 | −14 | 19 |                                                |
| 6 | Lions Gibraltar   | 14 | 4  | 2 | 8  | 23 | 33 | −10 | 14 |                                                |
| 7 | St. Joseph's      | 14 | 4  | 1 | 9  | 20 | 29 | −9  | 13 | Play-off om degradatie naar Division 2         |
| 8 | Gibraltar Phoenix | 14 | 0  | 0 | 14 | 9  | 94 | −85 | 0  | Degradatie naar Division 2                     |

Nationale competities:
Albanië · Andorra · Armenië · België · Bosnië en Herzegovina · Bulgarije · Cyprus · Denemarken · Duitsland · Engeland · Estland ('13 '14) · Faeröer ('13 '14) · Finland ('13 '14) · Frankrijk · Gibraltar · Griekenland · Hongarije · IJsland ('13 '14) · Ierland ('13 '14) · Israël · Italië · Kazachstan ('13 '14) · Kroatië · Letland ('13 '14) · Litouwen ('13 '14) · Luxemburg · Macedonië · Malta · Moldavië · Montenegro · Nederland · Noord-Ierland · Noorwegen ('13 '14) · Oekraïne · Oostenrijk · Polen · Portugal · Roemenië · Rusland · San Marino · Schotland · Servië · Slovenië · Slowakije · Spanje · Tsjechië · Turkije · Wales · Zweden · Zwitserland
Europese competities: Super Cup 2014 · Champions League · Europa League